# دانيال جي. مكغوان
دانيال جي. مكغوان (بالإنجليزية: Daniel G. McGowan)‏ هو عالم بيئة أمريكي، ولد في 1974 في بروكلين في الولايات المتحدة.

## روابط خارجية
- دانيال جي. مكغوان على موقع IMDb (الإنجليزية)